# Geranium seemannii
Geranium seemannii är en näveväxtart som beskrevs av Johann Joseph Peyritsch. Geranium seemannii ingår i släktet nävor, och familjen näveväxter.

## Underarter
Arten delas in i följande underarter:
- G. s. repens
- G. s. seemannii